# 2013 리그 오브 레전드 챔피언스 스프링

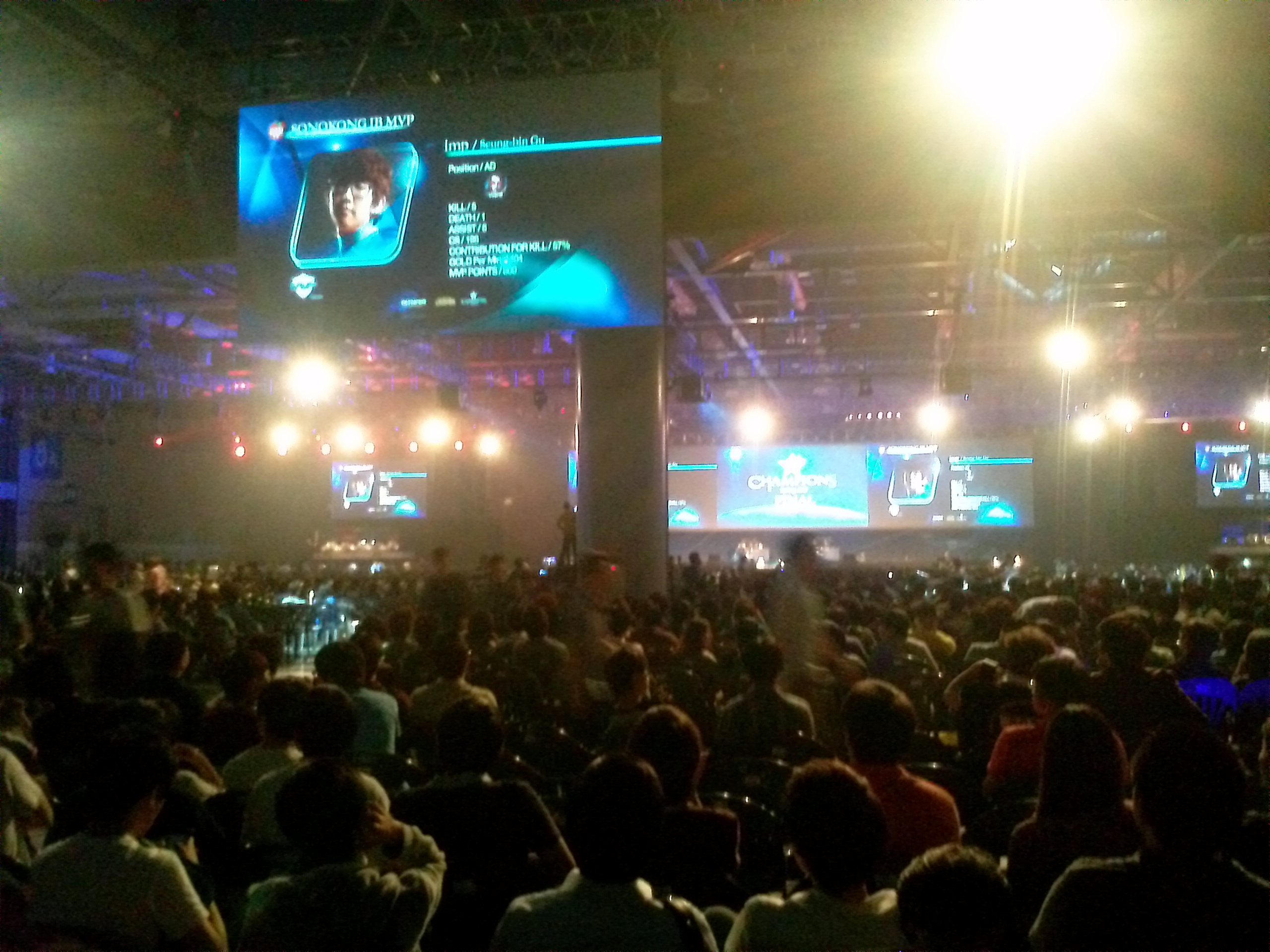
일산 킨텍스에서 열린 올림푸스 리그오브레전드 더 챔피언스 스프링 2013 결승전

리그 오브 레전드 챔피언스 스프링 2013은 온게임넷, 나이스게임TV의 공동 주최로 이루어지는 네 번째 리그 오브 레전드 정규리그이다.

## 대회 개요

### 후원
올림푸스한국의 영상사업본부장 이승원 이사는 "전 세계 젊은 층에게 폭발적인 반응을 얻고 있는 온게임넷 LOL 리그 후원을 통해 올림푸스의 젊고 역동적인 이미지를 더욱 알릴 수 있는 기회가 될 것으로 기대된다"며 "이번 대회의 성공적인 진행을 위해 아낌없는 지원을 할 예정"이라고 밝혔다.

### 대회 방식
- 오프라인 예선전 : 3전 2선승제로 진행되며, 용산 e스포츠 상설경기장 HD 공사가 진행 중이기 때문에 현장 비공개로 진행된다.[1]
- 12강 : 홈&어웨이 방식 2연전, 전 경기 드래프트 픽
- 8강 : 토너먼트, 5전 3선승제. 1~4경기 드래프트픽. 5경기 블라인드픽
- 4강 : 4강 진출팀, 5전 3선승제. 1~4경기 드래프트픽. 5경기 블라인드픽
- 3~4위전 : 5전 3선승제, 1~4경기 드래프트픽. 5경기 블라인드픽
- 결승전 : 5전 3선승제, 1~4경기 드래프트픽. 5경기 블라인드픽

### 대회 일정
- 오프라인 예선 : 2013년 3월 20일 ~ 3월 23일
- 정규리그
  - 12강 : 2013년 4월 3일 ~ 5월 4일
  - 8강 : 2013년 5월 8일 ~ 5월 17일
  - 4강 : 2013년 5월 29일 ~ 5월 31일
  - 3,4위전 : 2013년 6월 5일
  - 결승전 : 2013년 6월 15일

### 상금
상금규모 - 총 2억 6천만원
- 우승 - 8000만원
- 준우승 - 4000만원
- 3위 - 2400만원
- 4위 - 1800만원
- 5~8위 - 1200만원
- 9~12위 - 1000만원
- 시즌 MVP 선수 - 1000만원

### 경기장
- 본선리그 - 용산 이스포츠 상설 경기장
- 결승전 - 일산 KINTEX

## 예선전
| 팀 1           | 결과 | 팀 2           |
| -------------- | ---- | -------------- |
| SK텔레콤 T1 #1 | 2-1  | LG-IM #2       |
| ahq Korea      | 2-1  | VTG            |
| Beggers        | 0-2  | SK텔레콤 T1 #2 |

## 진출팀
- 시드 : NaJin Sword, CJ 엔투스 Frost, KT 롤스터 B, CJ 엔투스 Blaze, LG-IM #1, KT 롤스터 A, NaJin Shield, MVP Ozone, MVP Blue
- 본선 진출팀 : SK텔레콤 T1 #1, SK텔레콤 T1 #2, ahq Korea

## 본선

### 12강
12강 조추첨에 따라 결정된 조에 따라서 홈&어웨이 개념으로 2연전을 진행한다. 2대 0일 경우 승점 3점, 1대 1 동률일 경우 승점 1점을 획득하는 방식으로 조별로 승점 가산을 통해 순위를 매긴다. 동률 팀의 순위는 승률, 세트 득실, 승자 승, 분당 KDA(Kill, Death, Assist) 포인트 순으로 순위를 매긴다. 5/6위는 NLB 플래티넘리그(3Round)로 강등된다. 각 조 6위는 차기 시즌 오프라인 예선 시드를 받지 못한다.

#### A조
| 순위 | 팀             | 경기수 | 승 | 무 | 패 | 승점 | 세트득실 | 비고         |
| ---- | -------------- | ------ | -- | -- | -- | ---- | -------- | ------------ |
| 1    | SKT T1 #2      | 5      | 3  | 1  | 1  | 10   | 4        | 8강진출      |
| 2    | CJ ENTUS Blaze | 5      | 3  | 1  | 1  | 10   | 4        | 8강진출      |
| 3    | MVP Ozone      | 5      | 2  | 2  | 1  | 8    | 2        | 8강진출      |
| 4    | NaJin Sword    | 5      | 1  | 2  | 2  | 5    | -2       | 8강진출      |
| 5    | KT Rolster A   | 5      | 1  | 1  | 3  | 4    | -4       |              |
| 6    | MVP Blue       | 5      | 1  | 1  | 3  | 4    | -4       | 오프라인예선 |

- SKT T1 #2와 CJ ENTUS Blaze의 경우 승률은 같으나 4월 6일자 경기에서 SKT T1 #2가 CJ ENTUS Blaze 상대로 2:0으로 승리했기에 SK텔레콤 T1 #2가 1위가 된다.
- KT Rolster A와 MVP Blue의 경우 승률은 같으나 5월 1일자 경기에서 KT Rolster A가 MVP Blue 상대로 2:0으로 승리했기에 KT 롤스터 A가 5위가 된다.

#### B조
| 순위 | 팀             | 경기수 | 승 | 무 | 패 | 승점 | 세트득실 | 비고         |
| ---- | -------------- | ------ | -- | -- | -- | ---- | -------- | ------------ |
| 1    | CJ ENTUS Frost | 5      | 3  | 2  | 0  | 11   | 6        | 8강진출      |
| 2    | KT Rolster B   | 5      | 2  | 2  | 1  | 8    | 2        | 8강진출      |
| 3    | SKT T1 #1      | 5      | 0  | 5  | 0  | 5    | 0        | 8강진출      |
| 4    | NaJin Shield   | 5      | 0  | 4  | 1  | 4    | -2       | 8강진출      |
| 5    | ahq Korea      | 5      | 0  | 4  | 1  | 4    | -2       |              |
| 6    | LG-IM #1       | 5      | 0  | 3  | 2  | 3    | -4       | 오프라인예선 |

- NaJin Shield와 ahq Korea의 경우 승률은 같으나 NaJin Shield의 KDA가 0.0168, ahq Korea의 KDA가 0.0163으로 결정됨에 따라 NaJin Shield가 8강에 진출한다.

### 8강
- 대진 배정은 12강 A조와 B조가 순위별로 크로스 토너먼트로 하는 것으로 배정되었다, 1~4Set Draft Mode, 5Set Blind Mode로 5전 3선승한 팀이 4강에 진출한다.

| Group   | 대 진 표       | 대 진 표 | 대 진 표     | 대 진 표 | 일 정           |
| ------- | -------------- | -------- | ------------ | -------- | --------------- |
| Group A | SKT T1 #2      | 3        | NaJin Shield | 0        | 2013년 5월 8일  |
| Group B | KT Rolster B   | 1        | MVP Ozone    | 3        | 2013년 5월 10일 |
| Group C | CJ ENTUS Blaze | 3        | SKT T1 #1    | 0        | 2013년 5월 15일 |
| Group D | CJ ENTUS Frost | 3        | NaJin Sword  | 1        | 2013년 5월 17일 |

### 4강
- 8강에서 올라온 4팀이 1~4Set Draft Mode, 5Set Blind Mode로 5전 3선승의 경기를 치러 승리한 팀이 결승전에 진출한다.

| Group   | 대 진 표       | 대 진 표 | 대 진 표       | 대 진 표 | 일 정           |
| ------- | -------------- | -------- | -------------- | -------- | --------------- |
| Group A | SKT T1 #2      | 1        | MVP Ozone      | 3        | 2013년 5월 29일 |
| Group B | CJ ENTUS Blaze | 3        | CJ ENTUS Frost | 0        | 2013년 5월 31일 |

### 결승전
- 준결승에서 올라온 팀들이 1~4Set Draft Mode, 5Set Blind Mode로 5전 3선승의 경기를 치러 3승을 선취한 팀이 최종 우승을 거머쥔다.

| 대 진 표  | 대 진 표 | 대 진 표       | 대 진 표 | 일 정           |
| --------- | -------- | -------------- | -------- | --------------- |
| MVP Ozone | 3        | CJ ENTUS Blaze | 0        | 2013년 6월 15일 |

3/4위전
- 준결승에서 패배한 팀들이 1~4Set Draft Mode, 5Set Blind Mode로 5전 3선승의 경기를 치러 3, 4위를 결정한다

| 대 진 표  | 대 진 표 | 대 진 표       | 대 진 표 | 일 정          |
| --------- | -------- | -------------- | -------- | -------------- |
| SKT T1 #2 | 3        | CJ ENTUS Frost | 0        | 2013년 6월 5일 |

### 결과
- 우승 : MVP Ozone
- 준우승 : CJ ENTUS Blaze
- 3위 : SKT T1 #2
- 4위 : CJ ENTUS Frost
- MVP : 배어진(MVP Ozone - dade)

#### KDA 랭킹
| 부문   | 선수                           | 기록 |
| ------ | ------------------------------ | ---- |
| 탑     | 이호종(CJ ENTUS Blaze - Flame) |      |
| 정글러 | 배성웅(SKT T1 #2 - Bengi)      |      |
| 미드   | 배어진(MVP Ozone - dade)       |      |
| AD     | 구승빈(MVP Ozone - Imp)        |      |
| 서포터 | 조세형(MVP Ozone - Mata)       |      |